# Xanthosoma sagittifolium
Xanthosoma sagittifolium är en kallaväxtart som först beskrevs av Carl von Linné, och fick sitt nu gällande namn av Heinrich Wilhelm Schott. Xanthosoma sagittifolium ingår i släktet Xanthosoma och familjen kallaväxter. Inga underarter finns listade.

## Bildgalleri

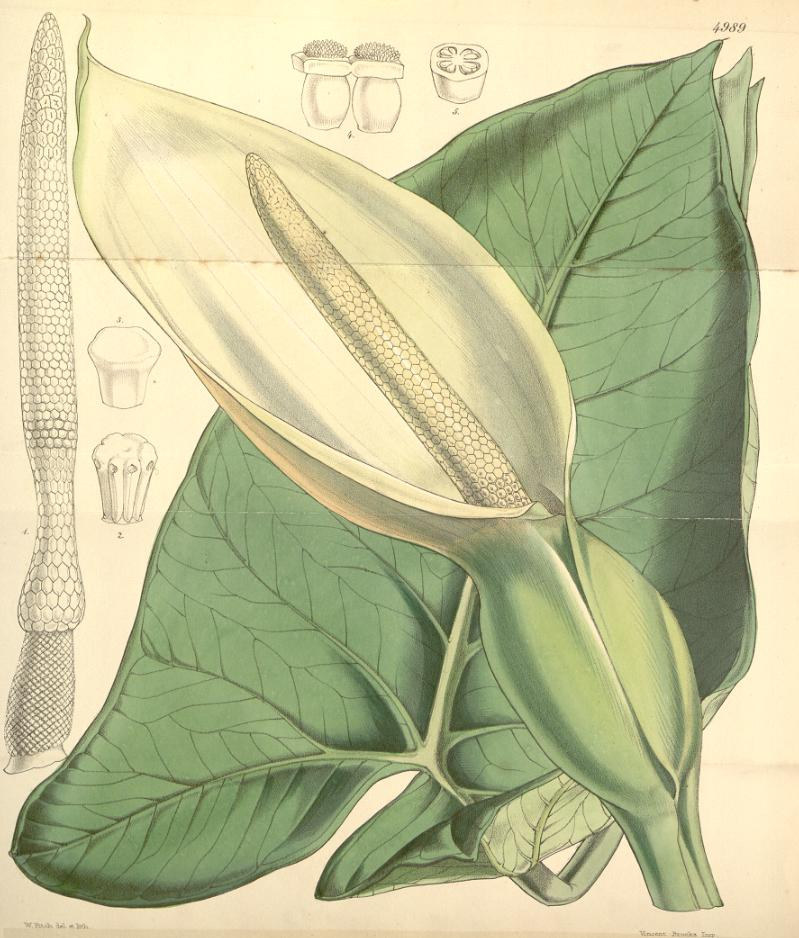
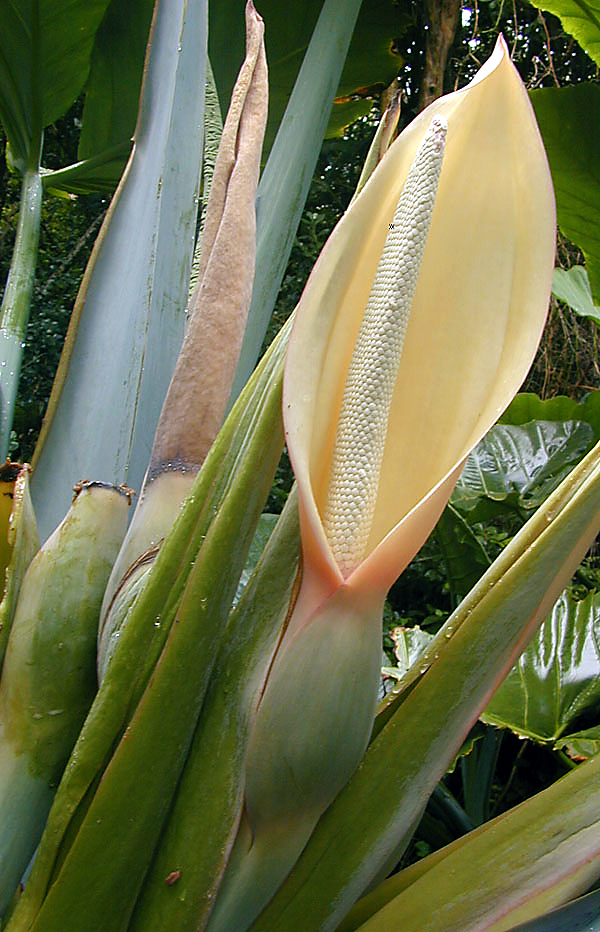
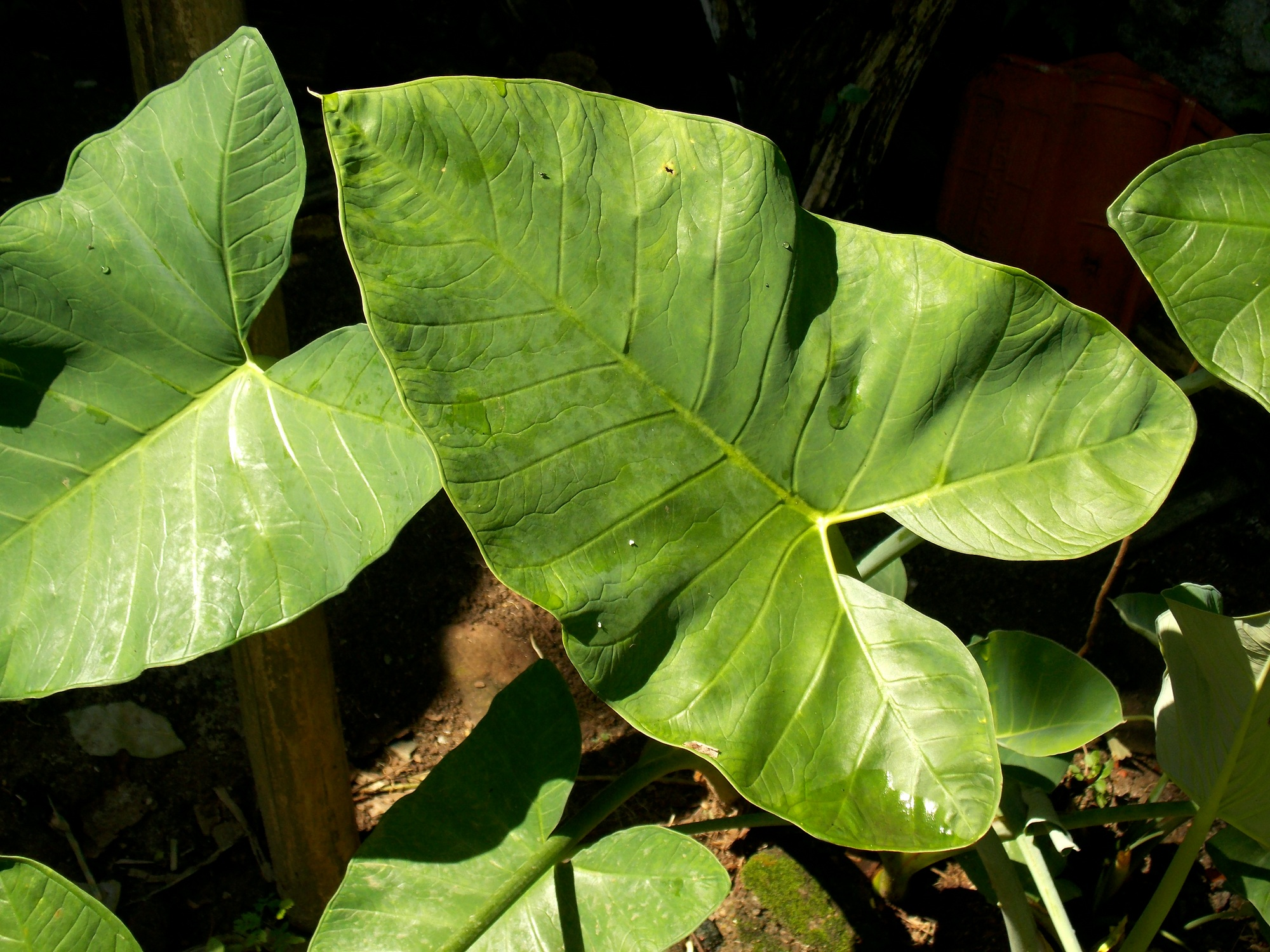
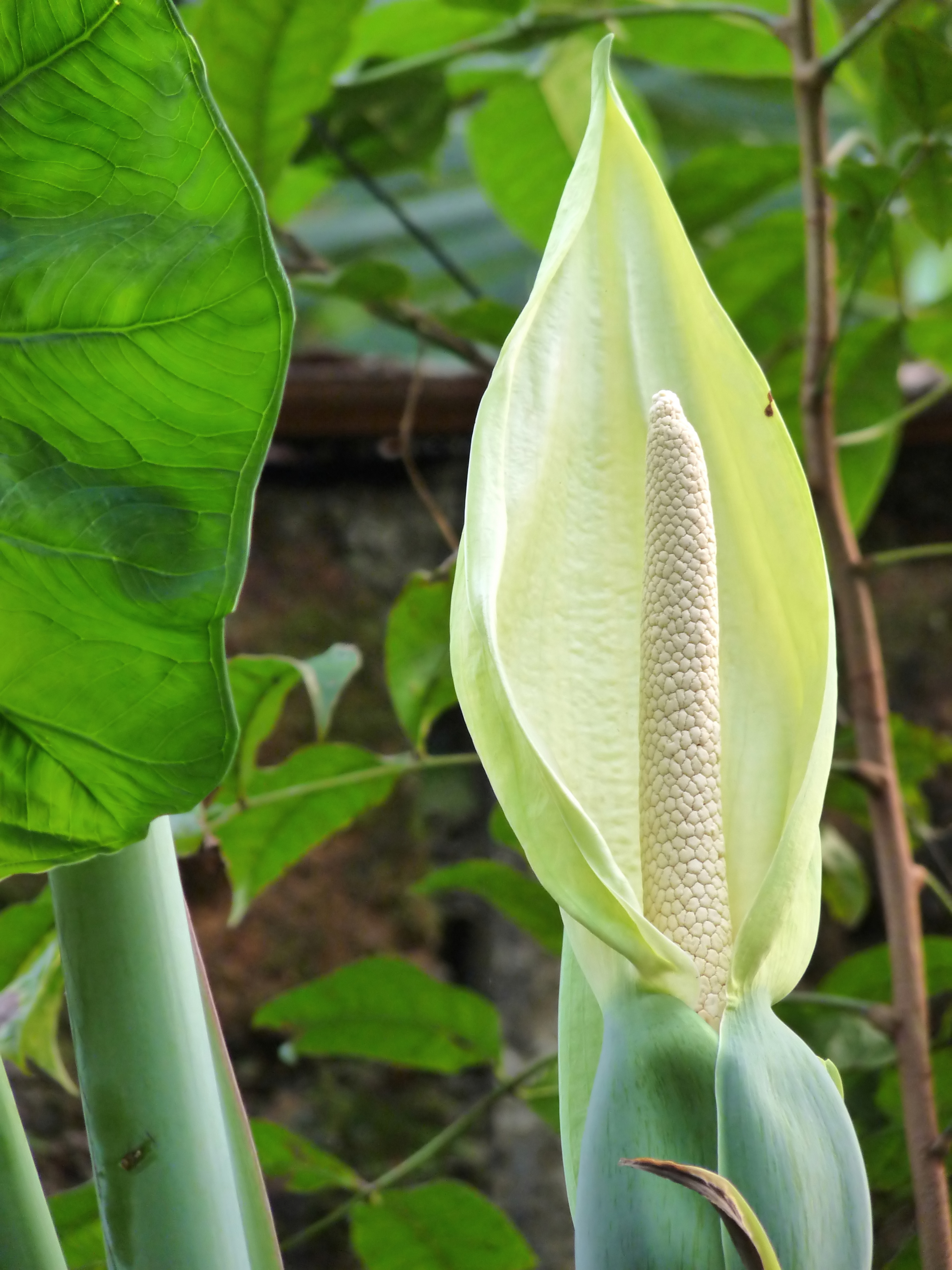
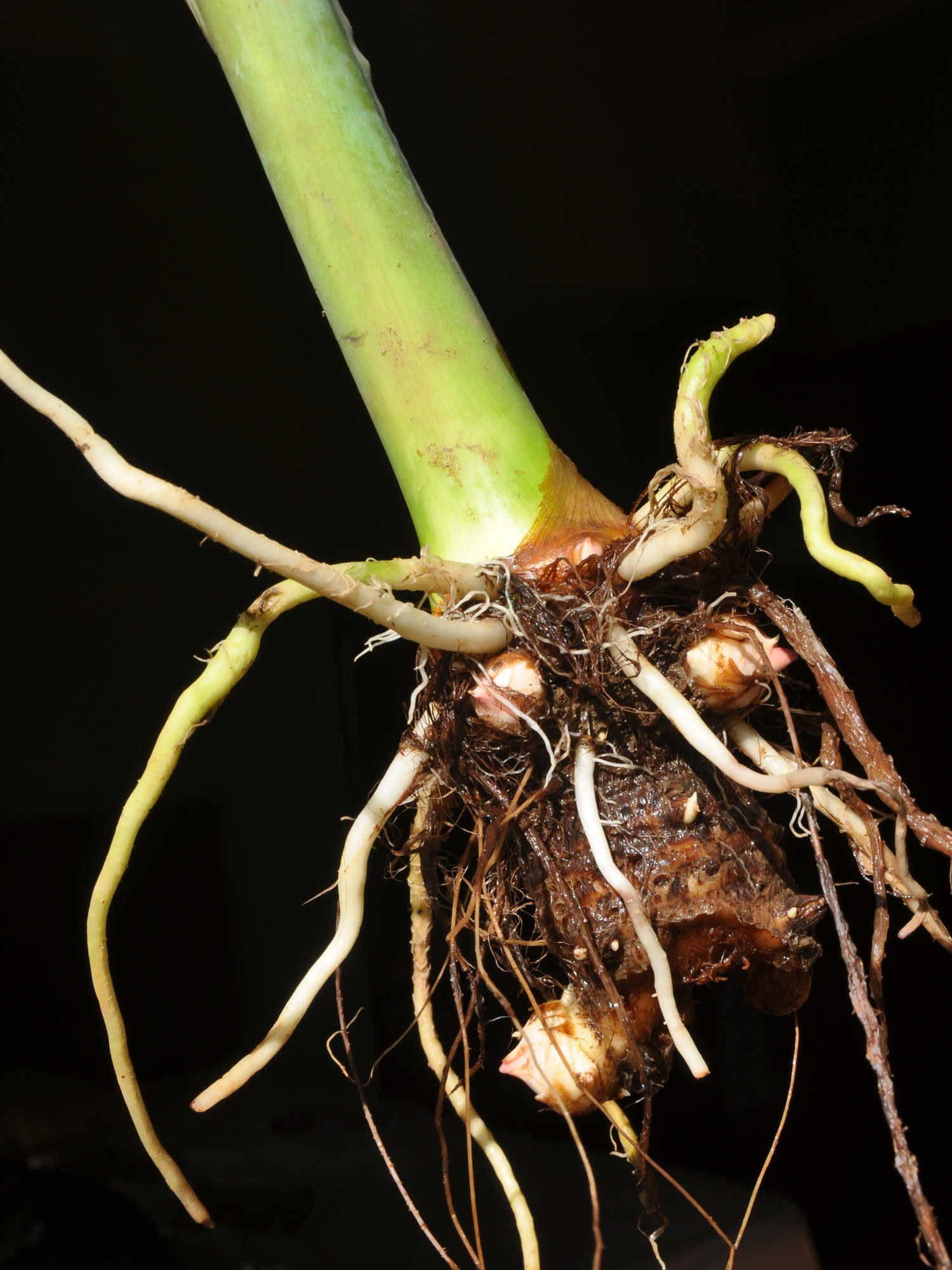
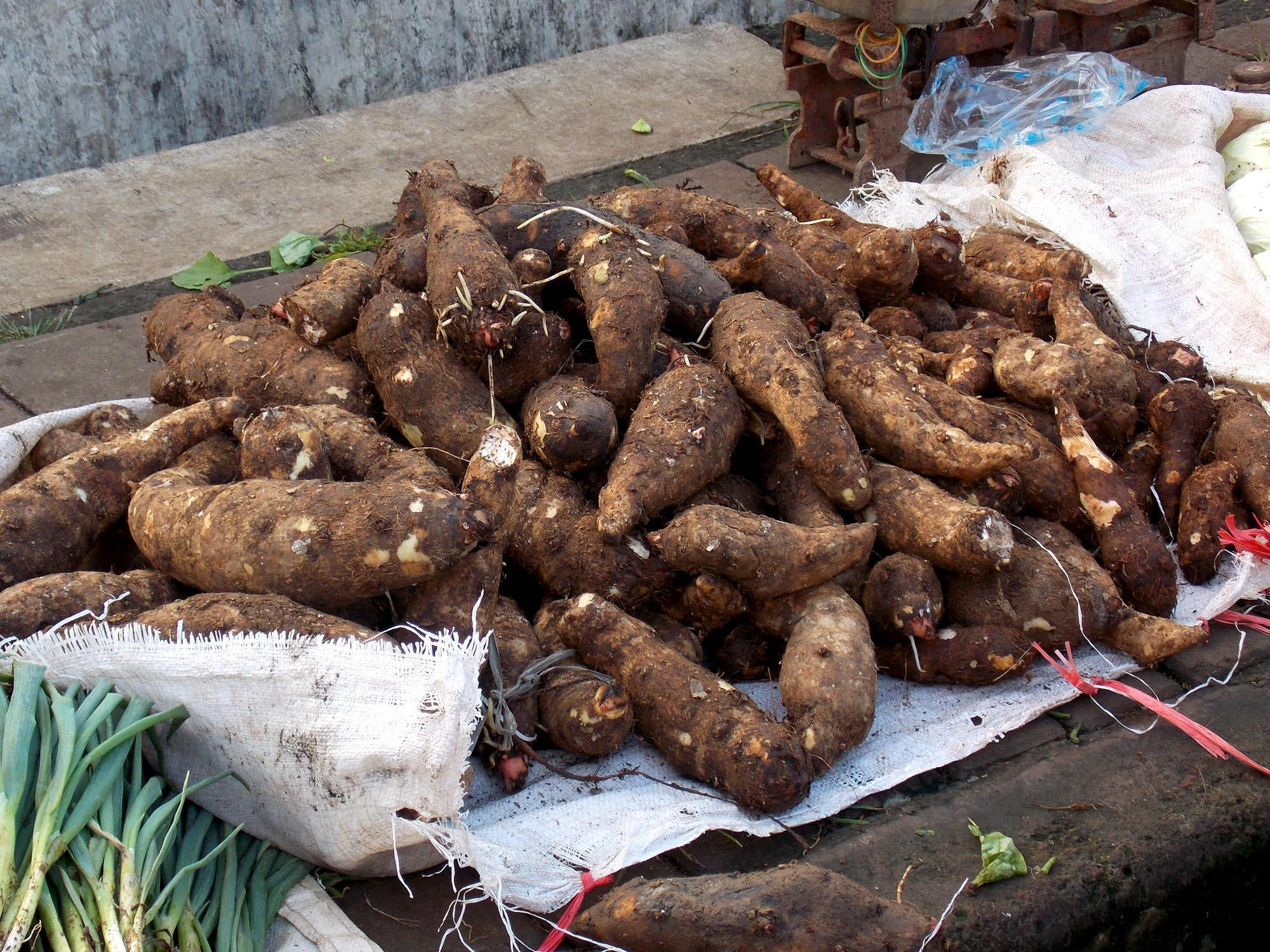